# Vladimir Tkatjov
Vladimir Eduardovitj Tkatjov, ryska: Влади́мир Эдуардович Ткачёв, född 5 oktober 1995, är en rysk professionell ishockeyforward som spelar för Los Angeles Kings i National Hockey League (NHL). Han har tidigare spelat för Avangard Omsk, SKA Sankt Petersburg, Admiral Vladivostok och Salavat Julajev Ufa i Kontinental Hockey League (KHL); SKA-Neva i Vyssjaja chokkejnaja liga (VHL); Moncton Wildcats och Remparts de Québec i Ligue de hockey junior majeur du Québec (LHJMQ) samt Omskie Jastreby och SKA-1946 i Molodjozjnaja chokkejnaja liga (MHL).
Tkatjov blev aldrig NHL-draftad.

## Statistik
| 2012–2013    | Omskie Jastreby      | MHL          | 47  | 13 | 22  | 35  | 20  | 4  | 0  | 2  | 2  | 2  |
| 2013–2014    | Avangard Omsk        | KHL          | 2   | 0  | 0   | 0   | 0   | —  | —  | —  | —  | —  |
|              | Omskie Jastreby      | MHL          | 16  | 7  | 12  | 19  | 12  | —  | —  | —  | —  | —  |
|              | Moncton Wildcats     | LHJMQ        | 20  | 10 | 20  | 30  | 16  | 6  | 7  | 2  | 9  | 12 |
| 2014–2015    | Moncton Wildcats     | LHJMQ        | 13  | 4  | 12  | 16  | 8   | —  | —  | —  | —  | —  |
|              | Remparts de Québec   | LHJMQ        | 33  | 12 | 21  | 33  | 18  | 21 | 6  | 10 | 16 | 11 |
| 2015–2016    | SKA Sankt Petersburg | KHL          | 2   | 0  | 0   | 0   | 0   | —  | —  | —  | —  | —  |
|              | SKA-Neva             | VHL          | 17  | 5  | 4   | 9   | 48  | 5  | 1  | 0  | 1  | 6  |
|              | SKA-1946             | MHL          | 6   | 3  | 3   | 6   | 6   | —  | —  | —  | —  | —  |
| 2016–2017    | Admiral Vladivostok  | KHL          | 49  | 14 | 25  | 39  | 18  | 5  | 1  | 2  | 3  | 2  |
| 2017–2018    | Admiral Vladivostok  | KHL          | 36  | 14 | 16  | 30  | 28  | —  | —  | —  | —  | —  |
|              | Salavat Julajev Ufa  | KHL          | 12  | 4  | 6   | 10  | 14  | 14 | 1  | 2  | 3  | 10 |
| 2018–2019    | Salavat Julajev Ufa  | KHL          | 53  | 5  | 21  | 26  | 28  | 17 | 4  | 6  | 10 | 10 |
| 2019–2020    | SKA Sankt Petersburg | KHL          | 55  | 14 | 28  | 42  | 25  | 4  | 1  | 5  | 6  | 2  |
| 2020–2021    | SKA Sankt Petersburg | KHL          | 45  | 11 | 27  | 38  | 26  | 11 | 1  | 7  | 8  | 2  |
| 2021–2022    | Los Angeles Kings    | NHL          | 2   | 0  | 2   | 2   | 0   | —  | —  | —  | —  | —  |
| NHL totalt   | NHL totalt           | NHL totalt   | 2   | 0  | 2   | 2   | 0   | —  | —  | —  | —  | —  |
| KHL totalt   | KHL totalt           | KHL totalt   | 254 | 62 | 123 | 185 | 139 | 51 | 8  | 22 | 30 | 26 |
| LHJMQ totalt | LHJMQ totalt         | LHJMQ totalt | 66  | 26 | 53  | 79  | 42  | 27 | 13 | 12 | 25 | 23 |
| MHL totalt   | MHL totalt           | MHL totalt   | 69  | 23 | 37  | 60  | 38  | 4  | 0  | 2  | 2  | 2  |

### Internationellt
| Källa: Uppdaterad: 2021-10-18 | Källa: Uppdaterad: 2021-10-18 | Källa: Uppdaterad: 2021-10-18 |         | Utv = Utvisningsminuter | Utv = Utvisningsminuter | Utv = Utvisningsminuter | Utv = Utvisningsminuter | Utv = Utvisningsminuter |
| År                            | Lag                           | Mästerskap                    | Matcher | Mål                     | Assists                 | Poäng                   | Utv                     |                         |
| ----------------------------- | ----------------------------- | ----------------------------- | ------- | ----------------------- | ----------------------- | ----------------------- | ----------------------- | ----------------------- |
| 2013                          | Ryssland                      | U18-VM                        | 7       | 5                       | 6                       | 11                      | 2                       |                         |
| Junior totalt                 | Junior totalt                 | Junior totalt                 | 7       | 5                       | 6                       | 11                      | 2                       |                         |